# Peter Groeger

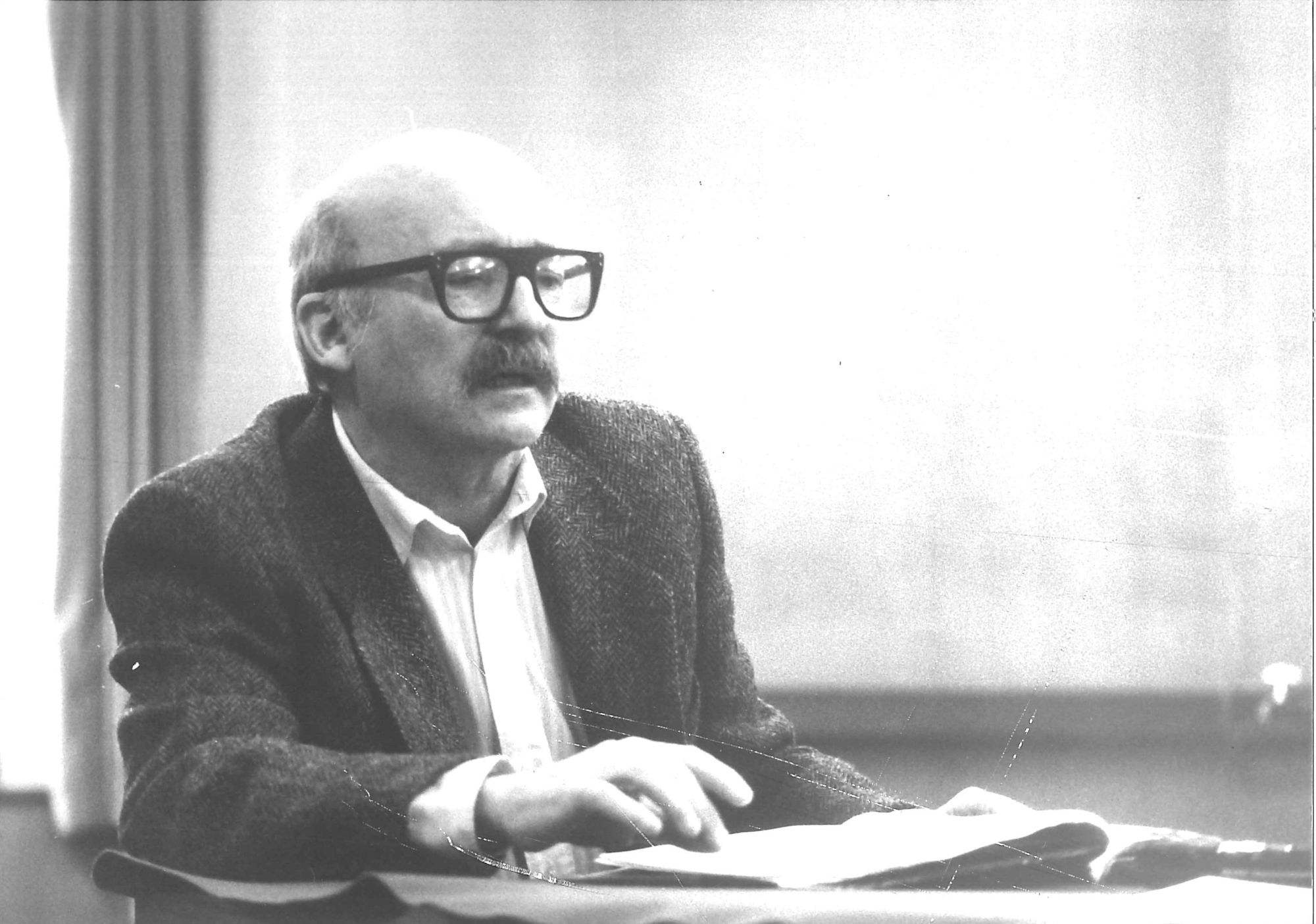
Peter Groeger retratado por Werner Bethsold

Peter Groeger (1 de junio de 1933 - 16 de enero de 2018) fue un actor y director de nacionalidad alemana.

## Biografía
Nacido en Gröbzig, Alemania, entre 1948 y 1951 se formó en el colegio Schulpforta de Naumburgo, donde obtuvo su título Abitur. Groeger ingresó en diciembre de 1951 en la Escuela de Arte Dramático Ernst Busch, en Berlín, y más adelante fue ayudante de dirección de Wolfgang Langhoff en el Deutsches Theater de Berlín.
Tras estudiar dirección durante tres años en el Theaterinstitut GITIS de Moscú, regresó al Deutsches Theater. Siguiendo el consejo del director Fritz Göhler, pasó a Rundfunk der DDR, emisora en la cual trabajó como director entre 1970 y 1991 en el departamento de radiodrama, participando en las adaptaciones de diferentes autores extranjeros.
Entre 1973 y 1978 encarnó a Roloff en 14 episodios de la serie televisiva Das unsichtbare Visier. Sin embargo, Peter Groeger fue más conocido como actor radiofónico y como actor de voz doblando a Armin Shimerman en la serie de ciencia ficción Star Trek: Deep Space Nine. En el año 1996, en la serie televisiva Gute Zeiten, schlechte Zeiten, fue Richard Graf. Desde 1998 hasta 2002 encarnó la figura del Dr. Eisendraht en los anuncios comerciales de la multinacional RWE Dea. Volvió con el mismo papel en agosto de 2009, esta vez para unos comerciales de la empresa RWE. Además, entre 1998 y 2007 fue Schwalbe en la serie Anja & Anton.
A partir del año 2004 también apareció en la serie radiofónica dedicada a Sherlock Holmes, emitida por el grupo Hermann, y en la cual daba voz al Dr. Watson junto al Holmes de Christian Rode. También fue conocido por dar voz a Forgrimm en los juegos Drakensang y Drakensang: Am Fluss der Zeit. A partir del año 2009 también llevó a cabo pequeños papeles en la emisión Radio-Tatort, de la cadena radiofónica Mitteldeutscher Rundfunk.
Desde el año 2007 formó parte del elenco del Berliner Kriminal Theater, participando en representaciones como Arsen und Spitzenhäubchen, Der Name der Rose, Inspektor Campbells letzte Fall,  Mord im Pfarrhaus y Die Therapie. Fue nombrado miembro honorario del teatro en enero de 2018.
Peter Groeger falleció en enero de 2018 en Berlín, a causa de una leucemia. Tenía 84 años de edad, tras haber actuado sobre el escenario por última vez el 20 de diciembre de 2017.

## Filmografía (selección)
- 1954 : Ernst Thälmann – Führer seiner Klasse
- 1956 : Zwischenfall in Benderath
- 1957 : Sheriff Teddy
- 1959 : Nasreddin und der Wucherer (telefilm)
- 1959 : Im Sonderauftrag
- 1963 : Blaulicht (serie TV), episodio Heißes Geld
- 1964 : Doppelt oder nichts (telefilm)
- 1966 : Schatten über Notre Dame (telefilm)
- 1966 : Die Reise nach Sundevit
- 1972 : Polizeiruf 110 (serie TV), episodio Blütenstaub
- 1975–1978 : Das unsichtbare Visier (serie TV)
- 1983 : Abends im Kelch (telefilm)
- 1983 : Der Staatsanwalt hat das Wort (serie TV), episodio Ein gefährlicher Fund
- 1984 : Polizeiruf 110 (serie TV), episodio Das vergessene Labor
- 1986 : Polizeiruf 110 (serie TV), episodio Parkplatz der Liebe
- 1988 : Polizeiruf 110 (serie TV), episodio Eine unruhige Nacht
- 1995 : Polizeiruf 110 (serie TV), episodio Taxi zur Bank
- 1995 : Polizeiruf 110 (serie TV), episodio Alte Freunde
- 1996 : Gute Zeiten, schlechte Zeiten (serie TV)
- 1998 : Walli, die Eisfrau (telefilm)
- 1998–2006 : Anja & Anton (serie TV)
- 1999 : Die letzte Chance (telefilm)
- 2008 : Unser Charly (serie TV), un episodio
- 2013 : Geschichte Mitteldeutschlands (serie TV), episodio Erich Honecker – Der Weg zur Macht

## Teatro
- 1954 : Molière: El burgués gentilhombre, dirección de Otto Dierichs (Theater an der Parkaue)
- 1955 : Vera Ljubimowa: Schneeball, dirección de Josef Stauder (Theater der Freundschaft)
- 1956 : Herta Greef: Mann und Frau im Essigkrug, dirección de Hans-Dieter Schmidt (Theater der Freundschaft)
- 1956 : Curt Corrinth: Trojaner, dirección de Robert Trösch/Benno Bentzin (Theater der Freundschaft)
- 1958 : Virgil Stoenescu/Oktavian Sava: Betragen ungenügend, dirección de Josef Stauder (Theater der Freundschaft)
- 1958 : Wera Küchenmeister/Claus Küchenmeister: Damals 18/19, dirección de Lothar Bellag (Theater der Freundschaft)
- 1958 : Serguey Mijalkov: Sombrero, dirección de Josef Stauder/Manfred Dorschan (Theater der Freundschaft)
- 1959 : Werner Heiduczek: Jule findet Freunde, dirección de Helmut Hellstorff (Theater der Freundschaft)

## Radio (selección)

### Director
Rundfunk der DDR
- 1965 : Albert Maltz: Das Flammenzeichen
- 1965 : Henryk Keisch: Der Sachverständige
- 1967 : Rolf Wohlgemuth: Verraten und verkauft
- 1968 : David Medvedenko: Dr. Krassow und seine Freunde
- 1968 : Manfred Streubel: Es kam ein junger Königssohn
- 1969 : Friedrich Schiller: Die Verschwörung des Fiesco zu Genua
- 1969 : Rolf Haufs: Harzreise
- 1970 : Driss Chraïbi: Die Vollmacht
- 1970 : Boris Jewsejew: Und auch der Dritte ist nicht überflüssig
- 1970 : Klaus G. Zabel: Napoleon und die Zöllner
- 1972 : Czesław Chruszczewski: Fünf treffen sich in Konin
- 1972 : Gunnar Ohrlander: Streik im Walde
- 1972 : Guy Foissy: Am Anfang der Reise
- 1973 : Alfred Matusche: Van Gogh
- 1973 : Ralph Knebel: Liebeserklärung an einem kühlen Morgen
- 1973 : Esko Korpilinna: Die Stimme des Herrn
- 1974 : Augusto Boal: Torquemada
- 1974 : Giorgio Bandini: Der verschollene Krieger
- 1975 : Anatoli Grebnjew: Szenen aus dem Leben einer Frau
- 1975 : Branko Hribar: Bum! Bum! Peng! Und aus!
- 1975 : Erik Knudsen: Not kennt kein Gebot oder der Wille Opfer zu bringen
- 1976 : Robert Soulat: Malembreuse oder Die übertriebene Höflichkeit
- 1976 : Chingiz Aitmátov: Der Aufstieg auf den Fudschijama
- 1977 : Ingeborg Bachmann: Der gute Gott von Manhattan
- 1978 : Erika Runge: Die Verwandlungen einer fleißigen, immer zuverlässigen und letztlich unauffälligen Chefsekretärin
- 1979 : Michail Schatrow: Blaue Pferde auf rotem Gras
- 1980 : Ernst Barlach: Der blaue Boll
- 1980 : Alfred Matusche: An beiden Ufern
- 1980 : Michail Welitschkow: Später Anfang
- 1981 : Günter Eich: Träume (también actor)
- 1981 : Albert Wendt: Das Hexenhaus
- 1982 : Albert Wendt: Mein dicker Mantel
- 1983 : August Strindberg: Traumspiel
- 1983 : Horst Ulbricht: Kinderlitzchen
- 1983 : Eva Dessarre: Das Meer kehrt stets zurück
- 1983 : August Strindberg: Ein Traumspiel
- 1984 : Yoshikichi Furui: Der heilige Mann
- 1984 : Albert Wendt: Heduda auf dem Pflaumenbaum
- 1987 : Leonid Leonov: Die Bändigung Badadoschkins
- 1989 : Ilse Aichinger: Knöpfe
- 1989 : Bert Koß: Und hinter uns der Frontmann
- 1989 : Mijaíl Bulgákov: Hundeherz
- 1990 : Lew Lunz: Die Stadt der Gerechtigkeit

ARD y Deutschlandradio
- Christoph Hein: Randow
- John von Düffel: Missing Müller
- 1991 : Edgar Hilsenrath: Das Märchen vom letzten Gedanken
- 1992 : Günter Eich: Die Andere und ich
- 1992 : Fitzgerald Kusz: Schdille bisde
- 1992 : Heinrich Traulsen: König und Besenbinder
- 1992 : Clemens Brentano: Die Mährchen vom Rhein und dem Müller Radlauf
- 1993 : Adam Bodor: Die Außenstelle
- Mario Göpfert: Die Mondblume
- 1995 : Jürgen Ebertowski/Joy Markert: Esbeck und Mondrian
- 1996 : Akos Németh: Julia und ihr Leutnant
- 1996 : Victor Klemperer: Zeugnis ablegen
- 2002 : Henning Mankell: Hunde von Riga

### Actor
- Voz del Dr. Watson en diferentes emisiones radiofónicas
- 1958 : Wera Küchenmeister/Claus Küchenmeister: Damals achtzehn – neunzehn, dirección de Helmut Hellstorff (Rundfunk der DDR)
- 1959 : Kasper Germann: Ferien mit Ebbo, dirección de Theodor Popp (Rundfunk der DDR)
- 1959 : Friedrich Karl Kaul/Walter Jupé: Alles beim alten, dirección de Gert Beinemann (Rundfunk der DDR)
- 1961: Jane Kavcic: Zug Nr. 612, dirección de Wolfgang Brunecker (Rundfunk der DDR)
- 1963 : Manfred Bieler: Nachtwache, dirección de Helmut Hellstorff (Rundfunk der DDR)
- 1964 : Rudolf Kirsten: Die Teufelsmühle, dirección de Flora Hoffmann (Rundfunk der DDR)
- 1966 : Nikolay Nósov: Nimmerklug im Knirpsenland, dirección de Ingeborg Milster (Rundfunk der DDR)
- 1967 : Mijaíl Shólojov: Fremdes Blut, dirección de Werner Grunow (Rundfunk der DDR)
- 1967 : Petko Yurdánov Tódorov: Die Drachenhochzeit, dirección de Wolfgang Brunecker (Rundfunk der DDR)
- 1967 : Horst Enders: Die Rettungsmedaille, dirección de Ingeborg Milster (Rundfunk der DDR)
- 1968 : Alexander Lukin/Dimitri Poljanowski: Mal angenommen, es ist Liebe, dirección de Ingeborg Milster (Rundfunk der DDR)
- 1968 : Horst Girra: Brennpunkt Autowolf, dirección de Joachim Gürtner (Rundfunk der DDR)
- 1969 : Kikuta Kazuo: Die Taube Dankuro, dirección de Horst Liepach (Rundfunk der DDR)
- 1970 : Helga Pfaff: Die Schildbürger, dirección de Horst Liepach (Rundfunk der DDR)
- 1970 : Hans Pfeiffer: Identifizierung eines unbekannten Toten, dirección de Horst Liepach (Rundfunk der DDR)
- 1970 : Stephan Hermlin: Scardanelli, dirección de Fritz Göhler (Rundfunk der DDR)
- 1970 : Arne Leonhardt: Charme und Elektronik, dirección de Joachim Gürtner (Rundfunk der DDR)
- 1970 : Chingiz Aitmátov: Die Straße des Sämanns, dirección de Werner Grunow (Rundfunk der DDR)
- 1970 : Hansgeorg Meyer: Familienperspektive, dirección de Joachim Gürtner (Rundfunk der DDR)
- 1971 : Bruno Gluchowski: Stahl von der Ruhr, dirección de Helmut Hellstorff (Rundfunk der DDR)
- 1973 : Lia Pirskawetz: Spinnen-Palaver, dirección de Barbara Plensat (Rundfunk der DDR)
- 1974 : Wolf D. Brennecke: Abriss eines Hauses, dirección de Fritz-Ernst Fechner (Rundfunk der DDR)
- 1974 : Tom Wittgen: Der Mann mit dem Hocker, dirección de Joachim Gürtner (Rundfunk der DDR)
- 1976 : Hans Skirecki: Hinter Wittenberge, dirección de Barbara Plensat (Rundfunk der DDR)
- 1980 : Joachim Walther: Bewerbung bei Hofe, dirección de Fritz Göhler (Rundfunk der DDR)
- 1980 : Lia Pirskawetz: Stille Post, dirección de Horst Liepach (Rundfunk der DDR)
- 1981 : Giorgio Bandini: Unser unmenschliches Haus, dirección de Helmut Hellstorff (Rundfunk der DDR)
- 1984 : Erwin Ziemer: Vatersorgen, dirección de Joachim Gürtner (Rundfunk der DDR)
- 1985 : Vaclav Cibulka: Der Golem, dirección de Uwe Haacke (Rundfunk der DDR)
- 1986 : Jacob Grimm/Wilhelm Grimm: Die Prinzessin und der Spielmann, dirección de Manfred Täubert (Rundfunk der DDR)
- 1991 : Gabriel Josipovici: Nachruf auf L. S., dirección de Robert Matejka (RIAS Berlín)
- 1991 : Thomas Fuchs: Lisa, dirección de Wolfgang Rindfleisch (Funkhaus Nalepastraße/Sender Freies Berlin)
- 1998 : Mijaíl Bulgákov: Der Meister und Margarita, dirección de Petra Meyenburg (Mitteldeutscher Rundfunk)
- 2001 : Matthias Scheliga: Schnecks Heimweg, dirección de Barbara Plensat (Sender Freies Berlin/Ostdeutscher Rundfunk Brandenburg)
- 2005 : Jules Verne: In 80 Tagen um die Welt, dirección de Stefan Dutt (Mitteldeutscher Rundfunk)
- 2010 : Hugo Rendler: It’s your turn, dirección de Marti Zylka (Westdeutscher Rundfunk)

## Audiolibros
- 2006 : Jules Verne: In 80 Tagen um die Welt, 2 CDs, MDR 2005/der hörverlag, ISBN 978-3899409413
- 2017 : Joseph Conrad: Der Geheimagent, 2 CDs, WDR 2004 / Der Audioverlag, ISBN 978-3-7424-0064-2
- 2018 : Hermann Bote: Till Eulenspiegel. Ein kurzweiliges Buch von Till Eulenspiegel aus dem Lande Braunschweig in 96 Historien, 334 Min., mp3 CD, MDR / Der Audio Verlag, ISBN 978-3-7424-0752-8

## Actor de voz[3]
Groeger fue actor de voz, doblando a actores como Ian McDiarmid, Shunji Fujimura, Earl Cameron, Jim Broadbent, John Jarratt, Bruce Dern, Bjørn Sundquist, Edward James Olmos, Armin Shimerman, Tadashi Miyazawa, Stan Lee, Len Cariou o Robin Soans, trabajando también en videojuegos como 
The Book of Unwritten Tales (2009) y  The Raven: Legacy of a Master Thief (2013).